# Urnamezős kultúra

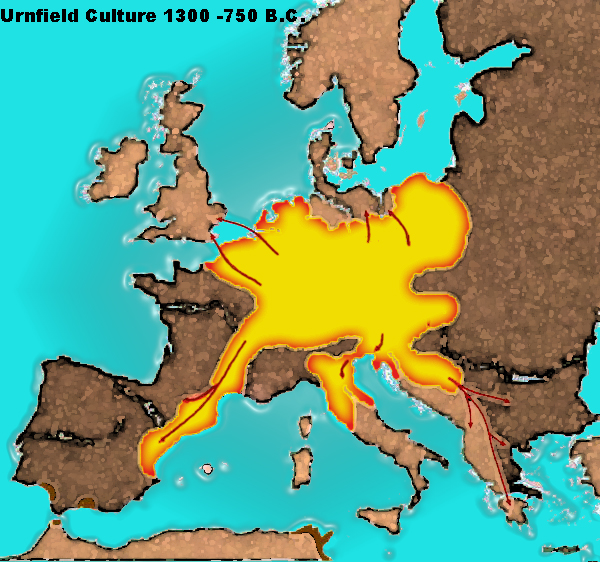
Az urnamezős kultúra kiterjedése

Az urnamezős kultúra (angolul: Urnfield culture) (kb. Kr. e. 1300 – Kr. e. 750) egy Nyugat- és Közép-Európában honos késő bronzkori kultúra volt, a mai Magyarország területén a Dunántúlon és a Duna-Tisza közének nyugati felén terjedt el. A késő bronzkort a bronzeszközök tömegtermelése jellemezte. A kultúra elnevezése a halottak elhamvasztásának és hamujuknak mezőkbe temetett urnákba helyezésének szokásából ered. Az urnamezős kultúra a halomsíros kultúrát, ezt pedig a hallstatti kultúra követte. Az urnamezős kultúra lényeges újdonsága nem önmagában a hamvasztásos temetkezés, amire már a Kr. e. 6. évezredtől vannak példák, hanem a több összetevőből (hamvasztás, urnák, sírmellékletek, urnamezők) álló egységes temetkezési rítus korábbiaknál nagyobb területen történt elterjedése. A temetkezési rítus egységesedése mögött egyesek nagy népvándorlásokat feltételeznek, újabban azonban az a nézet látszik felülkerekedni, amely a késő bronzkori kereskedelmi kapcsolatok kiterjedését és intenzívebbé válását tekinti az egységesedés legfontosabb mozgatórugójának. Az utóbbi nézetet valló kutatók sem zárják ki a korszak történetéből a kisebb népmozgásokat, melyeket bizonyos fokig a történelmi adatok is alátámasztanak.
A 20. század elején báró Miske Kálmán kőszegi régész a "bronz-hallstatt" elnevezést javasolta az akkori Magyarország (tehát a Kárpát-medence) területén a hallstatt kort megelőző fejlődési szakaszra.

## Történelmi háttér
A Kr. e. 13-12. századot a bronzfelhasználás gyors növekedése jellemezte. A Kr. e. 13. század elején vívta a világtörténelem legnagyobb harci szekeres csatáját a szíriai Kádesnél Egyiptom és a Hettita Birodalom, és ekkor történtek azok a görög támadások is a Dardanellák-menti kis-ázsiai partvidék ellen, melyek végül Trója (Trója VI) pusztulásához vezettek. Az Iliasz első oldalain, ahol Akhilleusz pajzsának készítését énekli meg Homérosz, képet kaphatunk ezeknek a hadjáratoknak a bronzigényéről. V. Szabó Gábor szerint a növekvő bronzfelhasználáshoz szükséges nyersanyagellátó hálózat kiépülése gerjesztette ez európai kontinens és köztük a Kárpát-medence különböző helyi közösségei közti kapcsolatok és kommunikáció minden korábbinál intenzívebbé válását. A kapcsolatok intenzívebbé válása és az ezzel együtt járó fokozott „információáramlás” az anyagi és szellemi kultúrában is egyre több hasonló vonáshoz vezetett. Ennek köszönhető a hasonló temetkezési szokások nagy területeken való elterjedése is.
Kőszegi Frigyes szerint a Kr. e. 13. század végső évtizedeitől egyre nagyobb területen használták olyan bronztermékeket, melyek a halomsíros kultúra itáliai, dél-németországi, illetve északkelet-kárpát-medencei bronzműves központjai típustermékeinek továbbfejlesztett változatai voltak. Kőszegi megnevezi a fontosabb ilyen termékeket is: Peschiera típusú nyéllapos tőrök, kések, bordázott, nehéz, tömör karperecek, a ruházat összetűzésére szolgáló különféle tűk, nyélnyújtványos sarlók, egyszerű nyélnyújtványos és tömör markolatú kardok. Egy-egy területen; így a Rimaszombat-Aranyos körben, pedig bizonyos csákányfajták is ebbe a körbe tartoztak. Feltehetően ezeknek a termékeknek az egyre kiterjedtebb kereskedelme is alapvető szerepet játszott az urnamezős kultúra kialakulásában. e kultúrának legfőbb ismérve egyrészt a különböző tárgyi formák fokozódó egységesedése, másrészt hatalmas területeken hasonló kulturális megnyilvánulások jelentkezése, ilyen például az egységes temetkezési rítus, a hitvilág, a gazdasági-társadalmi formációk, a települések rendszere, stb.
A kereskedelem fejlődése magával hozta egyfajta korabeli pénzrendszer kialakulását is. Erre utal a szabványosított súlyegységű úgynevezett krétai rudak, illetve az előállításukra szolgáló öntőformák előfordulása a Földközi-tenger keleti medencéjétől az Alpokaljáig.
Massimo Pallottino az etruszkológia megteremtője szerint az urnamezős kultúra jelentőségének megítélésélében az alapvető különbség a német iskola és más kutatók között abban áll, hogy míg a német iskola az úgynevezett "urnamezők" az Alpoktól északra és keletre virágzó kultúráinak elsőbbségét tartja döntő tényezőnek a bronzkorból a vaskorba való átmenetnél, más tudósok szerint az urnamező-kultúrák történetük nagy részében az itáliai vaskori kultúrák fejlődésének kései és periférikus kisugárzásai voltak.

## Kronológia
Úgy gondolják, hogy néhány területen, például Délnyugat-Németországban, a kultúra Kr. e. 1200 körül (a Ha A kezdete) létrejött, de a bronz D Riegsee-fázisban már volt hamvasztás. Mivel a középső bronzkorból az urnamezős kultúrába való átmenet fokozatos volt, kérdéses, miképp határozzuk meg annak kezdetét. Az urnamezős kultúra lefedi a reineckei kronológiai rendszer Hallstatt A and B (Ha A és B) fázisait, nem összetévesztendően a vaskorban következő hallstatt kultúrával (Ha C és D). Ez Oscar Montelius északi bronzkorának III-IV. fázisaihoz kapcsolódik. A reineckei bronz D szerzőnként és régiónként különböző értelemben szerepel.
A bronzkor nemzetközileg legelfogadottabb kronológiai rendszerét kidolgozó Paul Reinecke a 19. század végén a magyarországi bronzleletek alapján alakította ki négy periódusos felosztását, amit később a dél-németországi leletek alapján finomított.
A nyugat-magyarországi velemszentvidi urnamezős lelőhely első feltárója Miske Kálmán többé-kevésbé önálló kronológiát dolgozott ki. Reineckéhez hasonlóan a sírtípusok alapján különbözteti meg az egyes periódusokat, de nem négy, hanem három periódusra osztja a bronzkort: a régibb bronzkorban síktemetkezés, a középső bronzkorban "csontvázas" temetkezés sírhalmok alá, a bronzkor végén hamvasztásos temetkezés. Miske hangsúlyozza, hogy a magyarországi bronzkor és vaskor közötti átmenet sajátossága, hogy itt a kora vaskorban még tulajdonképpen a bronzkor él tovább, ezért a bronz-hallstatt kifejezést javasolta az átmenet korszakára. A bronz-hallstatt kor bronzeszközei már a hallstatt-kori típusoknak felelnek meg (köpüs balták, bronznyeles kések, idősebb típusú bronznyílcsúcsok, bronzmarkolatú kardok, fiatalabb típusú bronzsarlók, arany-, illetőleg bronzedények, stb.). E bronztipológiát, mely a bronzkor utolsó szakaszának tekinthető, a Kárpát-medencében a vasnak teljes hiánya jellemzi. Báró Miske Kálmán nem tekintette magát a korszak keramikája tüzetes ismerőjének. A velemszentvidi telepen talált leletek alapján azonban úgy látta, hogy az említett bronztipológiához átmeneti keramikai alakok tartoztak, "amely keramika határozottan a bronzkorról - a Hallstattba való átmenettel bír. Azaz edényei vagy még bronzkori jellegűek, de készítésük módjával már a Hallstatt-korhoz vágnak, avagy hallstatti alakúak, de anyag és készítési technikára nézve még bronzkori jellegűek." A magyarországi bronzkorra vonatkozó 20. század eleji kronológiákról áttekintő képet nyújtó Mozsolics Amália vitatja a sírtípusok alapján történő periodizáció megalapozottságát. Álláspontja szerint a hamvasztásos temetkezés a Dunántúlon az egész bronzkorban általános volt és csak kivételesen jelentek meg ettől eltérő temetkezések.
A korszakon belüli alfázisokat eltérően nevezte el az Alpoktól északra és délre eső urnamezős kultúra időszakának (Hermann Müller-Karpe), illetve dél-németországi urnamezős kultúra kronológiáját kidolgozó Lothar Sperber. Az egyes alfázisok korszakhatárai eltérően szerepelnek az angol és a német Wikipédián (Az angol nyelvű Wikipedia adatai, ahol eltérnek a németétől, zárójelben szerepelnek.)
| H. Müller-Karpe fokozatai | L. Sperber fokozatai | évek Kr.e.            |
| ------------------------- | -------------------- | --------------------- |
| Bz D                      | SB Ia és SB Ib       | 1300–1200             |
| Ha A1                     | SB IIa               | 1200–1100             |
| Ha A2                     | SB IIb               | 1100-1050 (1100–1000) |
| Ha B1                     | SB IIc               | 1050-950 (1000–800)   |
| Ha B2                     | SB IIIa              | 950-880 (900–800)     |
| Ha B3                     | SB IIIb              | 880-800 (800–750)     |

A táblázatban használt rövidítések jelentése:
- Bz: bronzkor
- Ha: hallstatt-kor
- SB: késő bronzkor (Spätbronzzeit)

A Ha B3 fázis létezése vitatott, mivel lényegében csak női temetkezéseket tartalmaz. Önkényesnek tűnnek a 100 éves időszakok, a fázisok időbeosztása nagyon sematikus. Kőszegi Frigyes időrendi összehasonlító táblázata alapján az urnamezős kultúra fázisainak időtartama a következő:
| Fázisok (Kőszegi F.) | évek Kr.e. |
| -------------------- | ---------- |
| I.                   | 1250–1200  |
| II.                  | 1200–1100  |
| III.                 | 1100–1000  |
| IV.                  | 1100–950   |
| V.                   | 950–750    |

A fázisok olyan tipológiai változásokon alapulnak, amelyek nem teljesen egy időben zajlottak le az egész területen. Mindenesetre nagyon jó lenne több radiokarbon és dendrokronológiai dátum.

## Eredet
Az urnamezős kultúra megelőző halomsíros kultúrából fejlődött ki. Az átmenet fokozatos volt mind a fazekasságban, mind a temetkezési rítus területén. Németország egyes részein egymás mellett létezett a holtak elhamvasztása és elföldelése (Wölfersheim variáns). Néhány sír a halomsíros kerámia és urnamezős kardok (Kressborn, Bodenseekreis)kombinációját tartalmazza, másokban halomsíros benyomkodott mintájú és urnamezős típusú kerámia együtt található (Mengen).
Az urnamezős kultúra kialakulásának centrumaként mindenekelőtt az Alpok északi, keleti és délkeleti előtere jön szóba (Magyarországon a hegység keleti előterét nevezzük Alpokaljának) és azon belül különösen a laugen-melaun kultúra, ahonnét minden égtáj felé elterjedtek az urnamezős kultúra fontos jellemzői. Néhány évszázaddal később ezek a jellemzők megjelennek Itáliában, ahol a Villanova-kultúrába olvadtak bele. Északon az urnamezős kultúrát csak a HaA2 periódusban fogadták be. Az Ellmoosen lápban 16 cövekréteg (Bad Aibling járás, Németország) lefedi a bronz B-től a korai urnamezős periódusig (Ha A) terjedő teljes időszakot. Ez a jelentős rituális folytonosságot bizonyítja. Dél-Franciaország és Északkelet-Spanyolország (Katalónia) irányába az urnamezős kultúra jellemzői csak a késő bronzkor végén (Kr. e. 9. század) terjednek el. A Loire, Szajna és a Rhône folyókban egyes gázlók tartalmaznak a késő neolitikumtól az urnamezős periódusig terjedő lelet-együtteseket.
Kőszegi Frigyes rámutat, hogy Dél-Morvaországban már a Kr. e. 13. század második felétől megfigyelhetők az urnamezős fejlődés jelei, s nem csupán a fémművesség termékeiben, hanem a kerámiában is. Szerinte aligha vonható kétségbe, hogy ennek a kultúrának az alapnépességét e területen is a halomsíros temetkezésű törzsek voltak, ugyanakkor más népcsoportok csatlakozásával is számolni kell. A lausitzi kultúra egyes csoportjai éppen ekkor terjeszkedtek kelet-németországi, lengyelországi és észak-morvaországi szállásterületükről kiindulva délnyugati irányba, s beékelődtek a halomsíros kultúra által elfoglalt területekbe. A blučinai erődített földvár a kései halomsíros kultúra egyik központja volt. A földvár birtoklásáért elkeseredett küzdelem folyt a földvár népe és a lausitzi hódítók között. A csata végeredményét csak a közvetett adatokból tudjuk. Dél-Morvaország legkorábbi urnamezős leletegyüttesei tárgyi formakincsében fellelhetők a lausitzi kultúra típusai is.
Kemenczei Tibor szerint a közép-európai urnamezős-kultúra különböző területi csoportjait összekötő kapcsolatrendszernek szerves részei voltak a dunántúli bronzfeldolgozó-műhelyek. (A két legnagyobb, közép-európai jelentőségű műhely Celldömölk-Sághegyen és Velem-Szentviden működött.) Az urnamezős területi csoportok között olyan kommunikáció jött létre, amely nemcsak árucserére terjedt ki, hanem a technikai ismeretek, a kézművesség, a hiedelemvilág egyes elemeinek kölcsönös átvételét is lehetővé tette, sőt eredményezte. Ezzel a kapcsolatlánccal magyarázható az, hogy Észak-Európától egészen a Balkánig, Itáliáig hasonló típusú, formájú bronztárgyak használata terjedt el a Kr. e. 14–9. században.
A hamvasztásos rítus eredetét általában a Balkánra teszik, ahol széleskörűen elterjedt a keleti halomsíros kultúra. A neolitikus Cucuteni-Tripolje kultúra – a mai Északkelet-Románia és Ukrajna területén – is gyakorolta a hamvasztásos rítust már Kr. e. 5500-ban. Több hamvasztást találtak a lausitzi kultúra és a trzcinieci kultúra leletanyagában is.

## Elterjedés és helyi csoportok
Az urnamezős kultúra a Nyugat-Magyarországtól Kelet-Franciaországig, az Alpoktól az Északi-tenger vidékéig húzódó területen helyezkedett el. A helyi csoportok – elsősorban a kerámiák különbözősége szerint – a következők:
- Knovíz kultúra Nyugat- és Észak Csehországban, Dél-Türingiában és Északkelet-Bajorországban
- Milavce kultúra Délkelet-Csehországban
- Velatice-Baierdorf kultúra Morvaországban és Ausztriában

Ide sorolható a Sárvár-Felsőmezőn feltárt temető- és településrészlet is.
- Čaka kultúra Szlovákiában
- Dunántúli urnamezős kultúra Magyarországon a Duna–Tisza közének nyugati területein és a Dunántúlon.[17] A Dunántúlon természetes rézérc-lelőhelyek nincsenek, így az ottani bronzfeldolgozó műhelyek a kelet-alpi (Bischofshofen–Mitterberg, Liezen–Schladming) vagy a felvidéki (Urvölgy/Spania Dolina, Libetbánya/Lubietova) rézbányákból szerezték be ezt a fémet.[18] A dunántúli bronzipar a kelet-alpi bányavidékkel alkotott egységet, ahonnan az ötvözésre és öntésre alkalmas réz nyersanyagot szállították. A bronzműves központok élelmiszerrel és nyersanyaggal való ellátását csak szervezett kereskedelem biztosíthatta. A bronztermékekért a földműves falvaktól beszerzett termények nemcsak saját élelmiszerellátásukra, hanem nyersanyagbeszerzésre elegendő is volt. A vízi utak mellett a Dunántúlt a szomszédos térségekkel összekötő egyik kereskedelmi útvonal az ún. Borostyánkő-útvonal lehetett, amely Sopron és Velem–Szentvid közelében húzódott. Ezen az útvonalon szállították a Balti-tenger partján található megkövesedett fenyőgyantát, a borostyánkövet az Orava–Morava folyókat követve, majd a Morva kapun át a Duna völgyét elérve az Alpok keleti pereme mentén szállították délre, Észak-Itáliáig.[19]
- Északkelet-bajorországi csoport, megosztva egy alsó-bajorországi és egy felső-pfalzi csoportra.
- Unstrut csoport Türingiában, a Knovíz kultúra és a dél-német urnamezős kultúra keveréke

Dél-németországi urnamezős kultúra
- Alsó-majnai-svábföldi csoport Dél-Hessenben és Baden-Würtembergben, beleértve a marburgi, a hanaui, az Alsó-Majnát és a Friedeberger variánsokat.
- Rajnai-svájci csoport Rajnavidék-Pfalzban, Svájcban és Kelet-Franciaországban

Alsó-rajnai urnamezők.
- Alsó-hesseni csoport
- Észak-holland-wesztfáliai csoport
- Északnyugati csoport a hollandiai Deltavidéken.

Az ezekhez a csoportokhoz tartozó leletanyagok néha éles és következetes határokat mutatnak, ami bizonyos politikai struktúrát jelezhet, valószínűleg törzseket. A fémtárgyak elterjedése a kerámiáknál sokkal szélesebb körű és nincs összhangban ezekkel a határokkal. Talán specializált szakemberek készítették ezeket egy nagyobb területen az elit számára.
Fontos franciaországi temetők: Châtenay és Lingolsheim (Alsace). Rendkívüli földmunkákat végezetek Németországban a Koblenz közeli Goloringnál.

## Kapcsolódó kultúrák
A közép-európai lausitzi kultúra az urnamezős tradíció részét alkotta, de említésre méltó törés nélkül folytatódott a vaskorban.
A pilinyi kultúra Észak-Magyarországon és Szlovákiában a halomsíros kultúrából alakult ki, de urnás temetkezést folytattak. Az edények szoros kapcsolatot mutatnak a gáva kultúrával, de a későbbi fázisokban a lausitzi kultúra erős befolyása fedezhető fel.
Itáliában a késő bronzkori - kora vaskori proto-Villanova és Villanova-kultúra mutat hasonlóságot a közép-európai urnamezőkkel. Urnamezőket tártak fel a franciaországi Languedocban és Katalóniában is a 9–8. századokból. A temetkezési szokás megváltozását talán távolabbi keleti fejlemények befolyásolták.

### Kapcsolat a történelmi keltákkal
Minthogy nincs írott forrás, az urnamezős kultúra hordozói által beszélt nyelvek természetesen ismeretlenek. Azonban a helynevek bizonyítékai alapján igazolható az a következtetés, hogy ők proto-kelta nyelvet beszéltek Közép-Európában és így ők tekinthetők a kelták őseinek.
A hallstatt kultúra urnamező rétegeit, a Ha A-t és Ha B-t, követte a vaskori sajátos „hallstatti kor” (Ha C és Ha D, a Kr. e. 8-6. századokban), a korai keltákkal társulva; majd a Ha D-t váltotta a La Tène-kultúra, amely az antikvitás kontinentális keltáihoz kapcsolható régészeti kultúra.
Az urnamezős kultúra erős befolyását tárták fel Északkelet-Ibériában, ahol a keltibérek átvették a közép-európai eszközkészítéseket a temetkezéseikhez.

## Vándorlások
Az urnamezős kultúra időszakának számos kincsleletét és a megerősített települések földvárak elterjedését, számos kutató a kiterjedt háborúk és felfordulások bizonyítékának tekinti. Írásos források számos összeomlást és felfordulást mutatnak be a keleti Mediterráneumban, Anatóliában és Levantében az urnamezős kultúra időszakából:
- A mükénéi kultúra vége, Kr. e. 1200 körüli konvencionálisan elfogadott dátummal.
- Trója VI pusztulása Kr. e. 1200 körül.
- III. Ramszesz csatái a tengeri népek ellen, Kr. e. 1195-1190
- A Hettita Birodalom vége Kr. e. 1180
- A filiszteusok letelepedése Palesztinában Kr. e. 1170

Néhány kutató, köztük Wolfgang Kimming és P. Bosch-Gimpera egy Európán átívelő vándorlási hullámra következtetett. Az úgynevezett görögországi dór inváziót is ebbe az összefüggésbe helyezték (bár azóta több bizonyíték azt támasztja alá, hogy a dórok Kr. e. 1100-ban vándoroltak be a poszt-mükénéi vákuumba inkább, semhogy az összeomlást előidézték volna). A keltezés jobb módszerei azt mutatják, hogy ezek az események nem kapcsolódtak szorosan egymáshoz.
Újabban Robert Drews, a vándorlási hipotézis felülvizsgálata és elvetése után, azt javasolta, hogy a megfigyelt kulturális kapcsolatok részben talán a hadviselés megváltozásának hatásaként magyarázhatók, ami bizonyos kardtípusok elterjedésén és a harci szekerek gyalogos csapatokkal történt felváltásán alapult. Drews szerint az a politikai instabilitás, amivel ez járt a harci szekeres kasztra alapozott centralizált államokban, vezetett ezek hanyatlásához.

## Települések
A települések száma a megelőző halomsíros kultúrával összehasonlítva észrevehetően megnőtt. Sajnos, csak kevés átfogó feltárás történt.
Az urnamezős kultúrában a gyakran hegytetőkön vagy folyópartokon megerősített települések a tipikusak. Ezek kőfalakkal és rámpákkal jól megerősítettek. A teljes település feltárása ritka, de ezek között vannak facölöp szerkezetű és paticsfalú, 3-4 oldalhajós házak is. A földbe mélyesztett épületek pincék is lehettek.
A házak általában egy vagy két oldalhajósak voltak. Némelyik egészen kicsi volt, 4,5×5 m a Runde-hegynél (Urach, Németország), 5–8 m hosszú Künzigben (Bajorország, Németország), mások 20 m-nél hosszabbak. Cölöpszerkezetű és paticsfalú épületek voltak.
A Lovčičky-i (Morvaország, Cseh Köztársaság) Velatice településen 44 házat tártak fel.
Hatalmas harang alakú tároló gödröket ismerünk a Knovíz kultúrából. A radonicei (Louny) település 100-nál több tároló gödröt tartalmaz. Ezeket valószínűleg gabonatárolásra használták és jelentékeny terménytöbbletre utalnak.
Kelenföldön 2013-ban tártak fel egy települést, mely egykor a Duna-menti dombsor egyik magaslatán épült.

### Cölöpépítmények
Dél-németországi és svájci tavakon számos cölöpépítményt építettek. Ezek egy szobájú paticsfalú vagy faszerkezetes házak. A tűzvészben elpusztult el svájci zugbeli település fontos betekintést ad az anyagi kultúrába és a település életének szervezésébe az urnamezős időszakban. Ezt számos dendrokronológiai keltezés jól alátámasztja.

### Megerősített települések
A erődített hegyi (dombok vagy kisebb hegyek tetejére épült) települések az urnamezős korszakban terjedtek el. Gyakran csak a domb-/hegyoldal egy részét erősítették meg. Az erődítések helyi anyagokból készültek: habarcs nélküli kőfalak, kövekkel kitöltött faszerkezetek, kövekkel vagy földdel feltöltött palánkok, hasított cölöpfal típusú erődítések. További erődítések folyópartokra vagy mocsáros vidékekre épültek.
A Beroun (Cseh Köztársaság) közeli hořovicei hegyi erődnél 50 hektár terület volt kőfallal körülkerítve. A legtöbb település sokkal kisebb. A fémművesek/bronzművesek az erődített településeken koncentrálódtak. A németországi Runde-hegy közeli Urachnál 25 kő öntőmintát találtak.
A megerősített hegyi településeket központi helyekként magyarázták. Néhány kutató a hegyi erődök fejlődését a növekvő háborúskodás jelének tekinti. A legtöbb megerősített hegyi települést a bronzkor végén elhagyták.
Tudomásunk szerint ezek nem az elit speciális lakóhelyei voltak, de csak néhány településen végeztek kiterjedt feltárást. Franche-Comtéban barlangokba is települtek, valószínűleg nehézségek idején.

## Temetők
Magyarország területén embertanilag feldolgozott urnasíros temetők:
| Lelőhely                           | elemzett egyének száma |
| ---------------------------------- | ---------------------- |
| Békásmegyer                        | 324                    |
| Neszmély                           | ~200                   |
| Szombathely-Zanat                  | 64                     |
| Zalakomár-Alsó-csalit              | 54                     |
| Maglód 1. lelőhely                 | 38                     |
| Nagykanizsa-Palin Szociális Otthon | 24                     |
| Németbánya-Felsőerdő               | 11                     |
| Ugod-Katonavágás                   | 7                      |
| Vörs-Papkert                       | 4                      |
| Ordacsehi-Kécsimező                | 2                      |
| Farkasgyepű-Pöröserdő              | 1                      |

## Fordítás
Ez a szócikk részben vagy egészben  az   Urnfield culture című angol Wikipédia-szócikk fordításán alapul.  Az eredeti cikk szerkesztőit annak laptörténete sorolja fel. Ez a jelzés csupán a megfogalmazás eredetét és a szerzői jogokat jelzi, nem szolgál a cikkben szereplő információk forrásmegjelöléseként.

## Egyéb források
- ↑ Ezredfordulón:   Magyar régészet az ezredfordulón, Főszerkesztő: Visy Zsolt, Felelős szerkesztő: Nagy Mihály, Budapest (2003). Hozzáférés ideje: 2012. június 14.
- ↑ Ilon:  Bevezetés a Kárpát-medence régészetébe. Historia Alapítvány Szombathely (2004). ISBN 9639017116
- ↑ Köhler-Polgár:  Köhler Kitti - Polgár Péter. „A késő bronzkori urnamezős kultúra Sopron és Pereszteg közelében feltárt temetkezései.”. Soproni Szemle (2011/65).
- ↑ Kőszegi:   A történelem küszöbén. Kossuth Könyvkiadó (1984). ISBN 963 09 2267 3
- ↑ Miske:  Báró Miske Kálmán. „Néhány szó a "Hallstatti vagy nyíri kultúrá"-hoz.”. Múzeumi és könyvtári értesítő 1907-1918 (1911/2-3).
- ↑ Mozsolics:  Mozsolics Amália (1943). „1943 A magyarországi bronzkor kronológiájáról. Kolozsvár. A magyarországi bronzkor kronológiájáról”. Erdélyi Tudományos Füzetek (Erdélyi Múzeum Egyesület).
- ↑ Nagy: Nagy Marcella. „A korai urnamezős időszak kronológiai vázlata a Kárpát-medence nyugati felében. Urnamezős kori temető- és településrészlet Sárvár-Felsőmezőn”. Savaria. A Vas megyei múzeumok értesítője (2011/34/1).
- ↑ Pallotino:   Az etruszkok. Gondolat Könyvkiadó (1980). ISBN 963 280 746 4